# Denys Boyko
Denys Oleksandrovych Boyko - em ucraniano, Денис Олександрович Бойко (Kiev, 29 de janeiro de 1988) - é um futebolista profissional ucraniano que atua como goleiro. Atualmente, defende o Dínamo de Kiev.
Na era soviética, seu nome era russificado para Denis Aleksandrovich Boyko (Денис Александрович Бойко, em russo).

## Carreira
Denys Boyko fez parte do elenco da Seleção Ucraniana de Futebol da Eurocopa de 2016.